# Napa
Napa város az USA Kalifornia államában, Napa megyében, melynek megyeszékhelye is. Lakosainak száma 79 246 fő (2020. április 1.).

## Népesség
A település népességének változása:
| Lakosok száma | 159  | 76 915 | 79 246 |
|               | 1850 | 2010   | 2020   |